# Victorino E. Góngora
Victorino E. Góngora (Campeche, 1874-1947) fue ingeniero y diputado mexicano de 1916 y 1917.
Desde pequeño realizó sus estudios en Europa donde se gradúa de ingeniero en la Universidad de Gante en 1896
Se sumó a la Revolución, al unirse al carrancismo. Posteriormente, formó parte del Congreso Constituyente como diputado por el distrito XIV, Paso del Macho, de Veracruz.
Presenta junto con sus compañeros constituyentes Heriberto Jara Corona y Carlos L. Gracidas la iniciativa al artículo 123 de la Constitución Política de los Estados Unidos Mexicanos

Los diputados que formaron parte del Congreso, al terminar sus labores en él, escribieron un pensamiento sobre la Constitución, el diputado Góngora, marcó su ideal en la siguiente cita.

"El bienestar de nuestro proletariado está basado en la mejor legislación del trabajo."
Víctor E. Góngora